# Paidiscura pallens
Espèce
Synonymes
- Theridion pallens Blackwall, 1834
- Theridion minimum Wider, 1834
- Epeira nubila Blackwall, 1837
- Dictyna hystrica C. L. Koch, 1837
- Theridion albens Blackwall, 1841
- Theridion persubtile L. Koch, 1877

Paidiscura pallens est une espèce d'araignées aranéomorphes de la famille des Theridiidae.

## Distribution
Cette espèce se rencontre de l'Europe au Sud de la Sibérie et en Algérie.

## Description

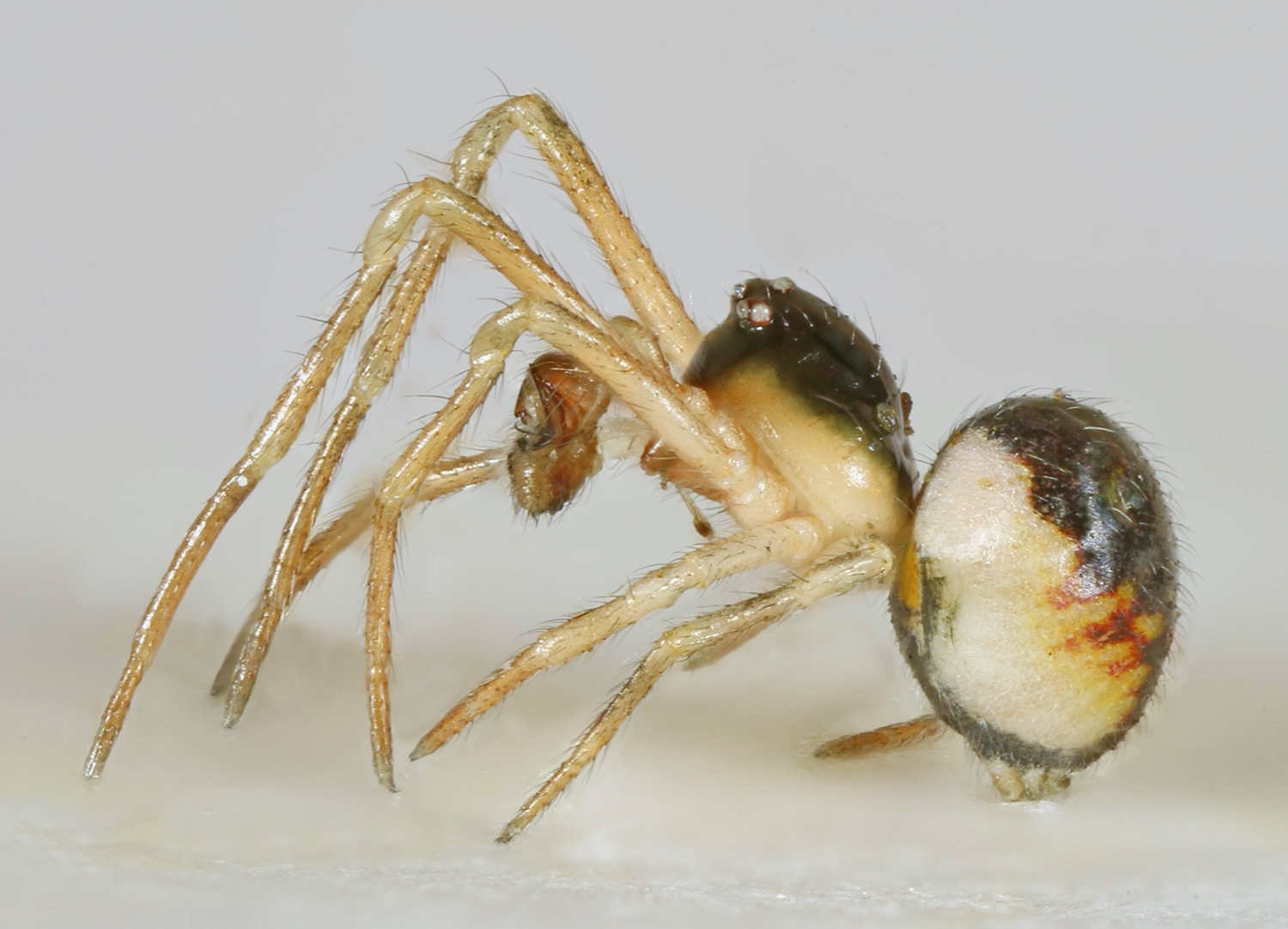
Paidiscura pallens

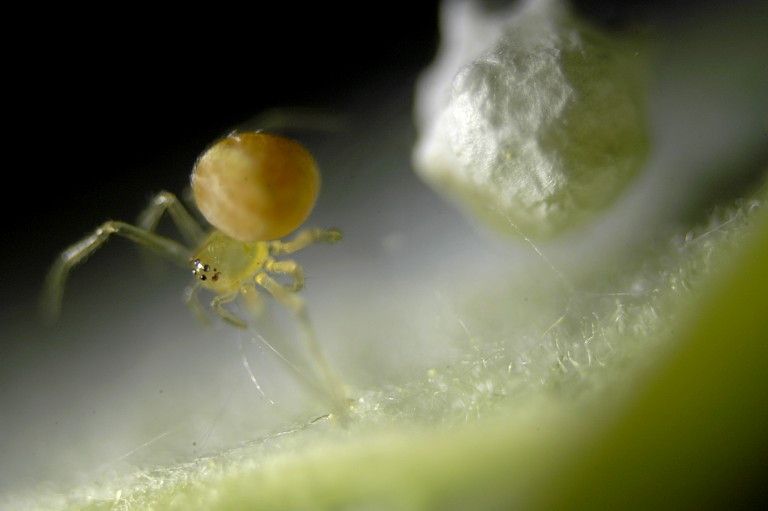
Paidiscura pallens

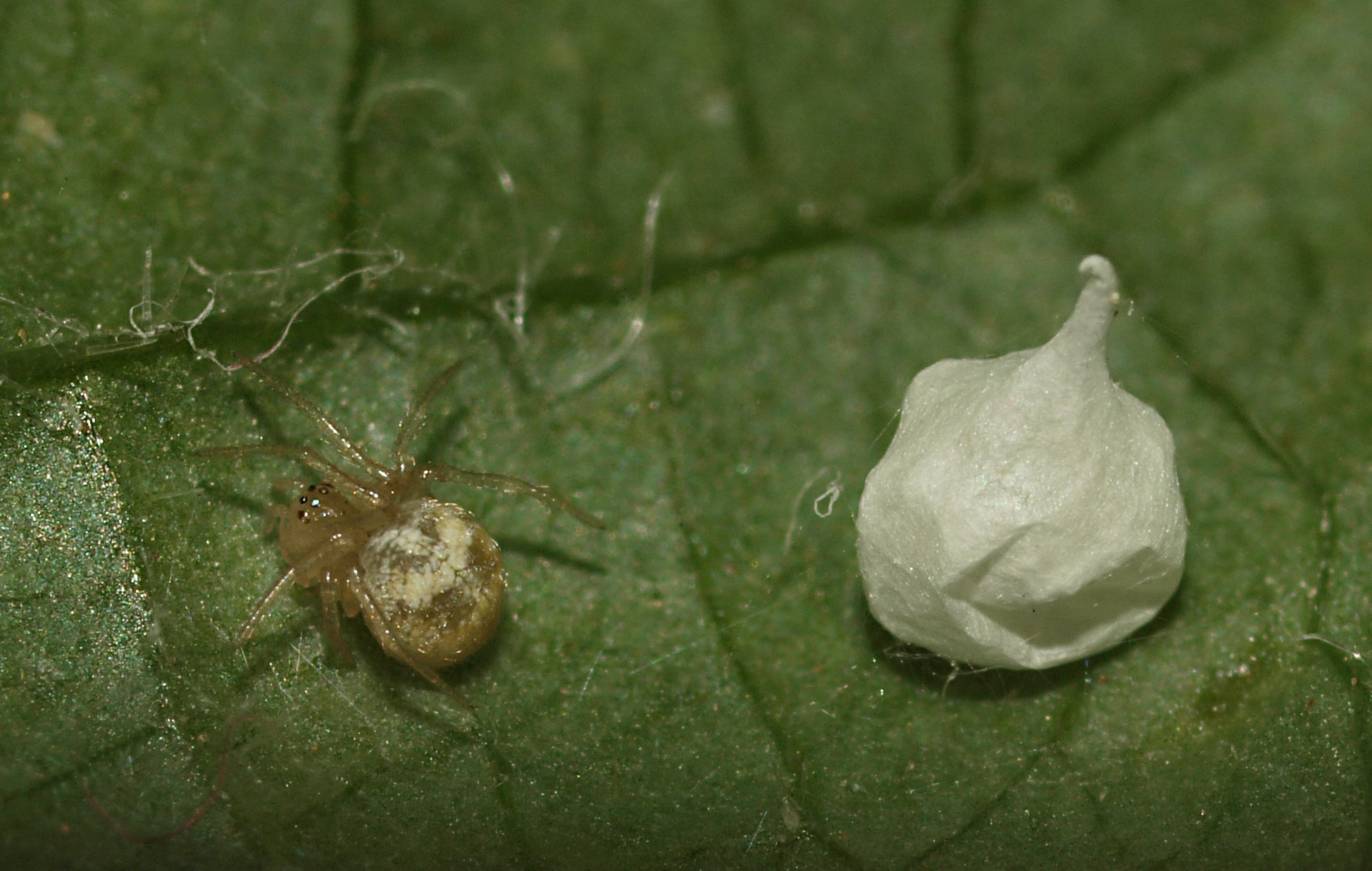
Paidiscura pallens

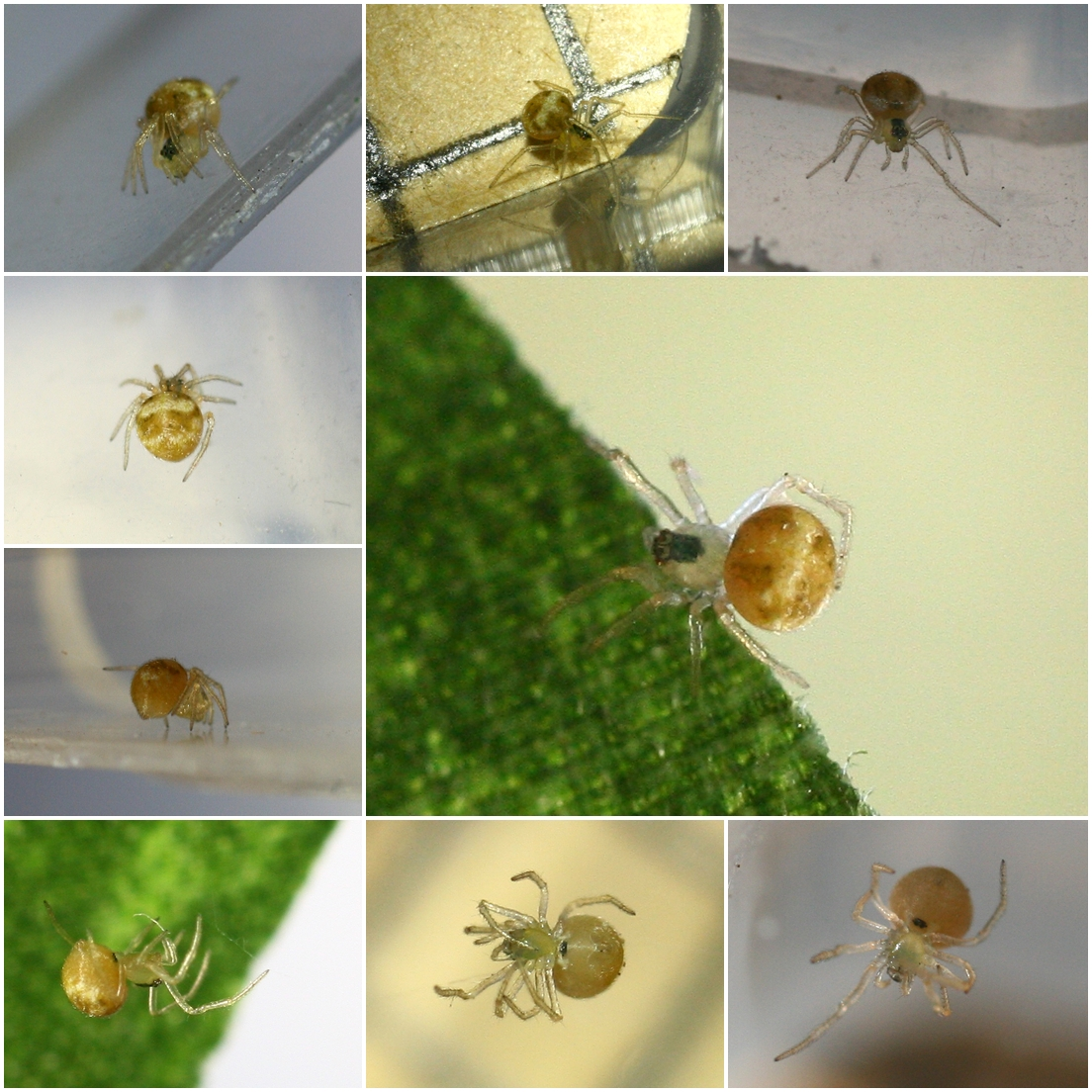
Paidiscura pallens

Les mâles mesurent de 1,2 à 1,5 mm et les femelles de 1,6 à 2,0 mm.

## Systématique et taxinomie
Cette espèce a été décrite sous le protonyme Theridion pallens par Blackwall en 1834. Elle est placée dans le genre Paidiscura par Archer en 1950, dans le genre Theridion par Levi en 1957 puis dans le genre Paidiscura par Wunderlich en 1987.
Theridion minimum, Epeira nubila et Theridion albens ont été placées en synonymie par Thorell en 1873.
Dictyna hystrica et Theridion persubtile ont été placées en synonymie par Simon en 1881.

## Publication originale
- Blackwall, 1834 : « Araneae. » Researches in Zoology, London, p. 229-433.